# Pałac w Ścinawce Średniej
Pałac w Ścinawce Średniej – zabytkowy pałac wybudowany na przełomie XVII i XVIII wieku w wyniku rozbudowy istniejącego wcześniej w tym miejscu dworu. W 1893 roku w części budynku urządzono kościół ewangelicki. Od 1923 roku pałac należał do zakonu jezuitów, po 1945 roku zaczął pełnić funkcje mieszkalne. 

## Położenie
Pałac leży w południowej części Ścinawce Średniej, wsi w Polsce, w województwie dolnośląskim, w powiecie kłodzkim, w gminie Radków.

## Historia
W XIV wieku w tym miejscu istniał dwór. W 1628 roku budynek ten stał się własnością jezuitów z Kłodzka. W wyniku rozbudowy dworu przeprowadzonej na przełomie XVII i XVIII wieku, powstał obecny, barokowy pałac. W 1788 roku dokonano kolejnej rozbudowy, a w 1795 roku wzniesiono pałacowy teatr. Pod koniec XVIII wieku zakon jezuitów uległ kasacie i pałac zmienił właściciela. W 1893 roku w części budynku utworzono kościół ewangelicki. W 1923 roku budynek nabyli jezuici, którzy urządzili w nim nowicjat i prepozyturę (probostwo). Po 1945 roku pałac na krótko powrócił do zakonu, ale ostatecznie został przejęty przez państwo. Decyzją wojewódzkiego konserwatora zabytków z dnia 20 kwietnia 1998 roku pałac został wpisany do rejestru zabytków.

Obecnie budynek pełni funkcje mieszkalne.

## Architektura
Barokowy pałac to budowla założona na planie prostokąta, wzniesiona z kamienia i cegły, czterokondygnacyjna, nakryta dachem dwuspadowym z lukarnami. Dziesięcioosiowa fasada jest dzielona pilastrami w wielkim porządku. W jej centrum znajduje się pseudoryzalit zwieńczony trójkątnym przyczółkiem.

Budynek jest częścią zespołu pałacowego, w skład którego wchodzą jeszcze: cztery domy mieszkalne, dawna kaplica, pawilon ujęcia wody i park.